# Chilton (Wisconsin)
Chilton település az Amerikai Egyesült Államok Wisconsin államában, Calumet megyében, melynek megyeszékhelye is. Lakosainak száma 4080 fő (2020. április 1.).

## Népesség
A település népességének változása:

| 2010 | 3 933 |
| 2020 | 4 080 |